# Bozhöyük, Kızıltepe
Bozhöyük là một xã thuộc huyện Kızıltepe, tỉnh Mardin, Thổ Nhĩ Kỳ. Dân số thời điểm năm 2010 là 1.343 người.